# النعاني

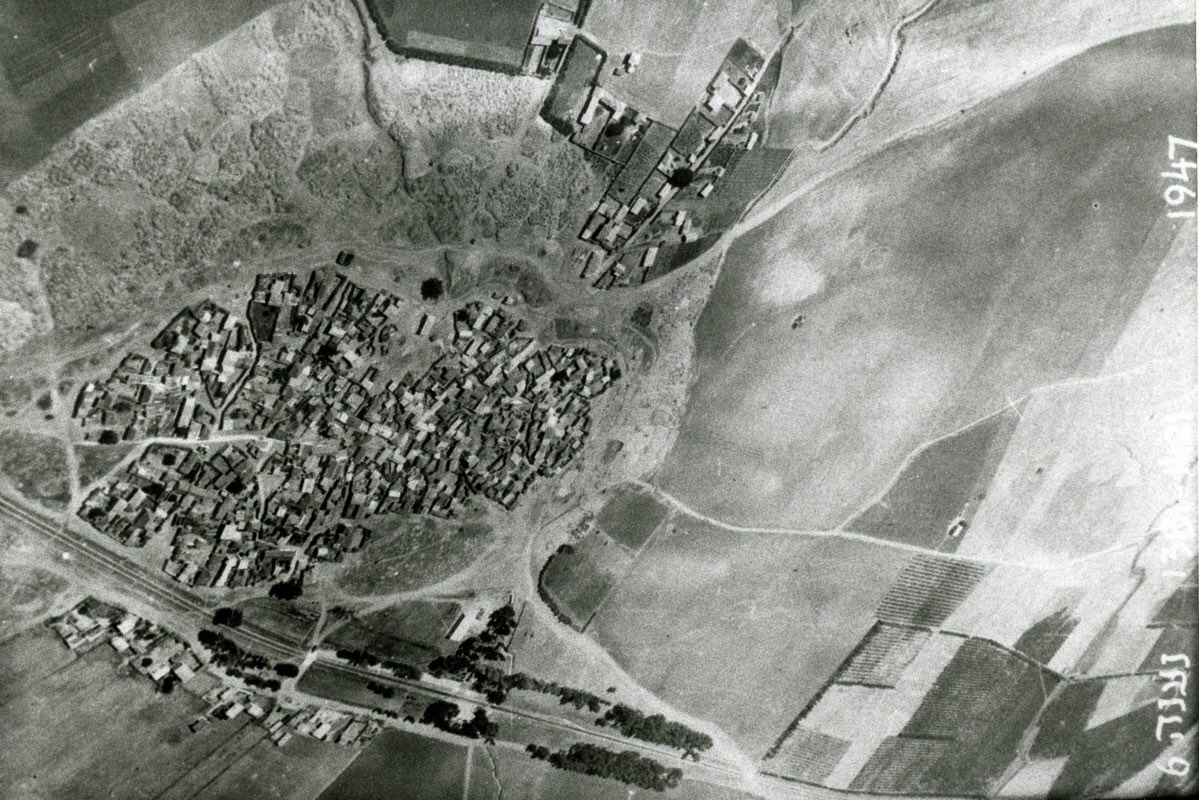
النعاني 1947

النعاني هي قرية فلسطينية في قضاء الرملة. أخليت من سكانها في 14 مايو 1948 من لواء غفعاتي بعملية باراك. تقع في رقعة مستوية من الأرض في السهل الساحلي الأوسط، وتصلها شبكة من الطرق الفرعية بالرملة وبالقرى المحيطة بها. وكان في جوارها محطة لخط سكة الحديد الواصل بين القدس ويافا.
في أواخر القرن التاسع عشر، كانت النعاني قرية صغيرة مبنية بالطوب. وكانت منازلها متقاربة جداً بعضها من بعض، وأراضيها محاطة بأراضي قرى عاقر والقبيبة وزرنوقة. وكان سكانها يتألفون من 1450 مسلماً، و20 مسيحياً. وكان فيها مسجدان، أحدهما أقدم كثيراً من الآخر. كما كان فيها سوق صغيرة ومدرسة ابتدائية أُنشئت في سنة 1923، وكان عدد تلامذتها 208 تلاميذ في عام 1947/1948. وكان سكان النعاني يتزودون المياه من بئر قديمة تقع في الحي الجنوبي الغربي من القرية. كانت الزراعة مورد الرزق الأساسي لسكان النعاني، الذين كانوا يزرعون الحبوب والبطيخ والحمضيات. في 1944/1945، كان ما مجموعه 9277 دونماً من الأرض مخصصاً للحبوب، و335 دونماً مروياً أو مستخدماً للبساتين.
كانت القرية مبنية فوق موقع أثري يُعرف بالخربة؛ وقد وُجدت فيه شظايا قديمة من الفخار والفسيفساء. وكان تل مالات الذي عدّه العلماء من بقايا الموقع الكنعاني المعروف باسم جِبّثُون (الملوك الأول 15: 27)، يقع على بعد نحو كيلومتر ونصف كيلومتر إلى الجنوب الشرقي من القرية.
في عام 1945 كان عدد سكان القرية 2،060 (مع 590 من السكان اليهود كيبوتس نعاني). وكان في القرية مدرسة ابتدائية للبنين والتي تأسست في عام 1923.

## القرية اليوم
يغلب على الموقع أشجار الكينا وشوك المسيح ومجموعة متنوعة من النباتات البرية. المعلَم الوحيد الباقي هو محطة سكة الحديد، المهجورة حالياً. أما خط السكة نفسه فتستخدمه إسرائيل الآن، ويمتد جنوباً حتى بئر السبع. ومازال منزلان مهجوران (أحدهما لأحمد جبيل والآخر لمحمود زينب) قائمين، ومثلهما أقسام من منازل أُخرى تُستعمل اليوم مخازن للمعدات الزراعية. والأرض المحيطة بالموقع مزروعة.